# Véronique Fayet
Pour les articles homonymes, voir Fayet.
Véronique Fayet (née de Parcevaux) le 19 août 1953 à Toulouse (France), est une militante associative et personnalité politique française,  présidente du Secours catholique-Caritas France, de 2014 à 2021.

## Biographie
Issue d'une très ancienne famille noble de Bretagne, attestée depuis le XIe siècle, Véronique Fayet est la fille du Général de Division Jacques de Parcevaux. Catholique pratiquante, elle s'est engagée très tôt dans la vie associative auprès des plus précaires. Étudiante, elle est bénévole au sein d'associations pratiquant l'alphabétisation auprès de travailleurs émigrés à Nancy.[réf. souhaitée]
En 1979, elle rejoint ATD Quart Monde Gironde en tant que déléguée à la formation et l'information. Longtemps engagée au sein de ce mouvement elle a travaillé avec son fondateur, le père Joseph Wresinski. C'est son engagement associatif qui la mène à la vie politique où elle va continuer à œuvrer pour le développement social de tous. 
Véronique Fayet a été membre du bureau exécutif national du MoDem, adjointe au maire de Bordeaux, chargée des politiques de solidarité, de santé et des seniors, vice-présidente de la CUB chargée du logement et de l’habitat, conseillère régionale d'Aquitaine chargée du développement social et de la politique de la Ville et vice-présidente de l’Union nationale des centres communaux d'action sociale (UNCCAS). Elle a été présidente du Forum français pour la sécurité urbaine de 1995 à 1998 et coprésidente du Conseil national des villes de 2002 à 2006.
Sa carrière politique débute en 1989 comme conseillère municipale de Bordeaux dans l'équipe de Jacques Chaban-Delmas. Dès 1995, elle est adjointe au maire, Alain Juppé, chargée de l'Action sociale et de la Lutte contre l'exclusion, puis en 2001, chargée du Développement social et de la Politique de la ville. En 2004, elle est élue conseillère régionale d'Aquitaine. En 2008, réélue sur la liste d'Alain Juppé, elle est chargée des Solidarités, de la Santé et des Seniors. Elle est élue vice-présidente de la Communauté urbaine de Bordeaux, chargée de la Politique de l'habitat de 2001 à 2014.
Le 23 février 2004, Xavier Darcos a eu publiquement des propos considérés comme insultants et sexistes à l’égard de Véronique Fayet (« Que Mme Fayet cesse de mettre en avant sa « fidélité » à Alain Juppé. Ce n’est tout de même pas à la femme adultère de donner des leçons de fidélité conjugale ! »). Il a par la suite maintenu ses propos devant la presse avant de présenter ses excuses à Véronique Fayet, sur la pression notamment des Chiennes de garde.
Mariée, Véronique Fayet a quatre enfants et quatre petits-enfants. Elle est chevalier de l'Ordre national du Mérite et officier de la Légion d'honneur.

## Parcours
Véronique Fayet obtient en 1975 une maîtrise de sciences économiques, option économie des pays en développement et séjourne en Afghanistan entre 1975 et 1976. Elle est bénévole déléguée à la formation et l’information à ATD Quart Monde Gironde de 1979 à 1989. Elle est élue conseillère municipale de Bordeaux de 1989 à 1995, puis devient adjointe au maire de Bordeaux chargée des politiques de solidarité jusqu'en 2014. Elle préside le Forum français pour la sécurité urbaine de 1995 à 1998, devient membre en 1998 du Conseil national des villes (CNV), puis coprésidente de 2002 à 2007. Elle représente le CNV pendant cette période au Conseil national de lutte contre l’exclusion (CNLE).
Elle est nommée en 2001 vice-présidente de la Communauté urbaine de Bordeaux chargée de la politique de l’habitat et le reste jusqu'en 2014. Elle est aussi 2e vice-présidente de l’Union nationale des centres communaux d’action sociale (UNCCAS) de 2001 à 2014. De 2002 à 2006, elle est vice-présidente du Conseil national des missions locales et conseillère régionale d’Aquitaine entre 2004 et 2010. Elle est vice-présidente de l’Observatoire national de l’action sociale décentralisée (ODAS) entre 2004 et 2014. Elle devient membre du bureau exécutif du Mouvement démocrate (MoDem) de 2007 à 2013 et est membre fondatrice du réseau ELISAN (réseau européen des élus locaux pour l’inclusion et l’action sociale locale) dont elle est secrétaire générale de 2008 à 2012. Le 19 juin 2014, Véronique Fayet est élue présidente du Secours-Catholique à l'unanimité des votes de l'Assemblée générale de l'association, pour un mandat de 3 ans. Ce mandat a été reconduit pour 3 ans jusqu'en juin 2021, maximum autorisé par les statuts de l'association. 
Le 1er avril 2021, le Conseil d'administration de l'association a élu Véronique Devise, comme membre du CA - collège de personnalités qualifiées - en tant que "présidente nationale pressentie", pour prendre la suite de Véronique Fayet. Cette élection a ensuite été soumise à la ratification de l’assemblée générale du 15 juin 2021 et le CA, qui s'est réuni à la suite de l’AG, a pu alors élire son nouveau bureau et donc sa nouvelle présidente.
Le 14 février 2022, Véronique Fayet est élue présidente de la toute nouvelle association KAORI, qui propose une vision alternative de la finance : humaniste, fraternelle et engagée.

## Distinctions
- Officière de la Légion d'honneur[4]
- Chevalière de l'ordre national du Mérite[réf. nécessaire]